# 菅谷寺
菅谷寺（かんこくじ）は新潟県新発田市菅谷にある真言宗醍醐派の寺院である。日本三大不動尊の一つとも言われている。山号は諸法山。菅谷不動尊（すがたにふどうそん）の通称で知られる。眼疾に霊験があるとして各地から参詣者が訪れる。

## 歴史

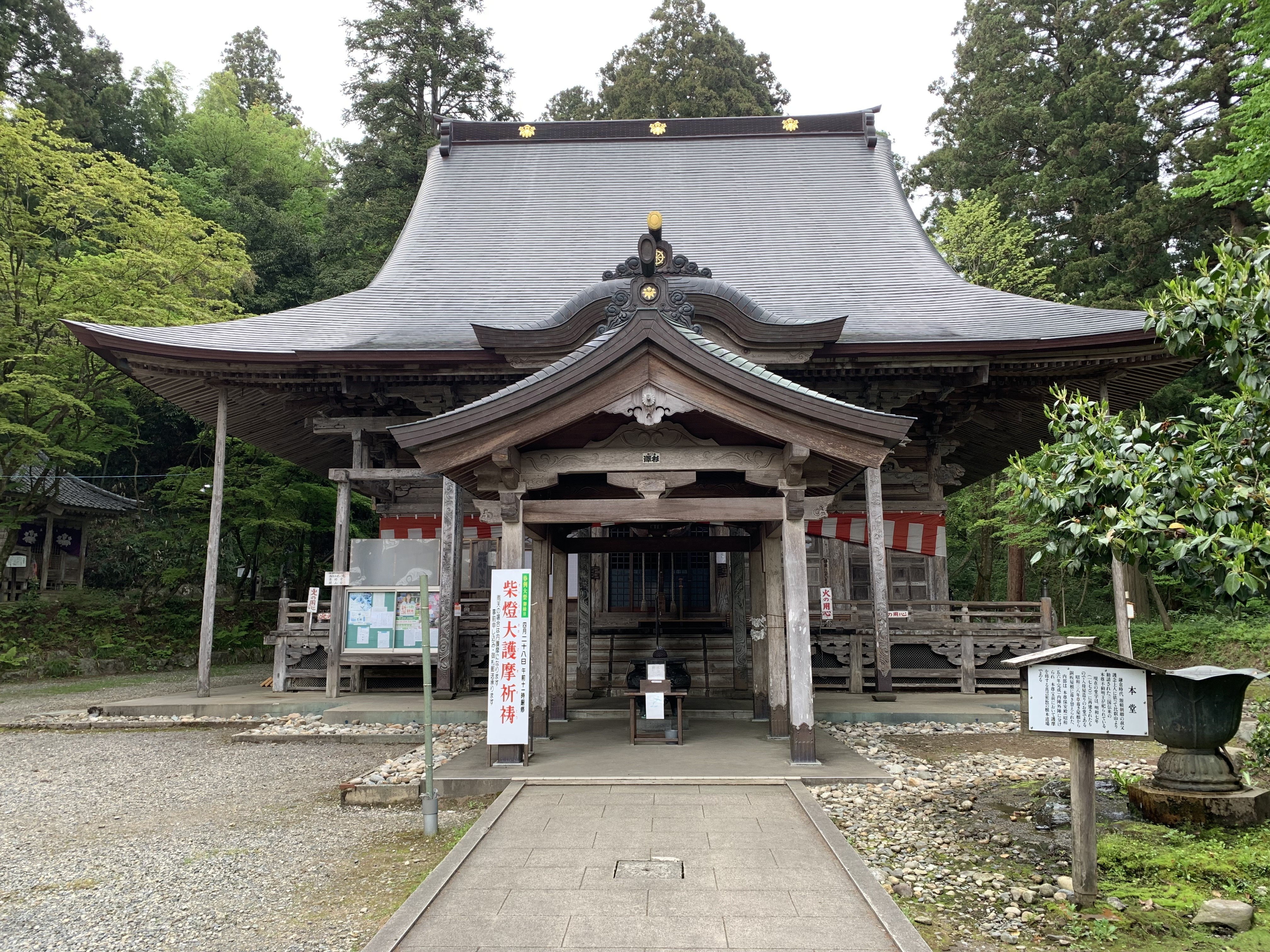
菅谷不動尊の本堂

寺伝によれば、源頼朝の叔父の護念上人（慈応）が開山、開基したとされる。護念は平家の圧力により比叡山から逃れる際、帰依していた比叡山無動寺の不動明王像の「御頭」を背負い諸国を行脚したのち、文治元年（1185年）に越後に一宇を建立したという。
『吾妻鏡』建久6年（1195年）10月11日条には、鎌倉を訪れた護念が源頼朝と面会したとの記事がある。同条に護念が「越後国加地庄菅谷山」に伽藍を建立したことが記されており、これが現在の菅谷寺に当たると考えられることから、当寺が鎌倉時代のごく初期に護念によって創建されたことは史実であると思われる。
本尊の不動明王像は伝承によれば毘首羯摩（びしゅかつま）の作であり、最澄（伝教大師、日本天台宗開祖）唐が請来し、桓武天皇の命を受け比叡山に祀られていた三国伝来のものであるという。毘首羯摩は帝釈天の弟子とされる伝説上の人物であり、仏師の祖ともされることから、「毘首羯摩の作」と伝承される仏像は各地に多い。

## 交通アクセス
- 新発田市コミュニティバス 「菅谷」バス停より徒歩すぐ

最寄駅は新発田駅または加治駅であり、参詣者のために大正期から「菅谷自動車組合」による新発田・菅谷間の乗合自動車の運行が行われていた。